# انتقال کریمه در اتحاد جماهیر شوروی
انتقال استان کریمه در سال ۱۹۵۴، یک اقدام اداری از طرف هیئت رئیسه شورای عالی اتحاد جماهیر شوروی بود که دولت شبه‌جزیره کریمه را از روسیه شوروی به اوکراین شوروی منتقل کرد.

## پیش‌زمینه
شبه جزیره کریمه پیش از پیوستن به امپراتوری روسیه، زیر نظر خانات کریمه مستقل و ناوابسته بود. تاتارهای کریمه ترکان مسلمان تحت نفوذ امپراتوری عثمانی بودند و در عین حال با امپراتوری روسیه که به‌طور فزاینده ای تجاوز می‌کرد هم‌مرز بودند. در سال ۱۷۷۴، پس از جنگ روسیه و ترکیه در ۱۷۶۸–۱۷۷۴، امپراتوری‌های روسیه و عثمانی موافقت کردند که از مداخله در خانات کریمه از طریق عهدنامه کوچوک قینارجه خودداری کنند. در سال ۱۷۸۳، به دنبال افول فزاینده امپراتوری عثمانی، امپراتوری روسیه خانات کریمه را ضمیمه کرد.
در روسیه، شبه جزیره بین چندین اداره داخلی ورابرده شد. کریمه در طول دوران حضور خود در امپراتوری روسیه و اتحاد جماهیر شوروی، تا زمان ورابرد به شوروی اوکراین در سال ۱۹۵۴، توسط ۱۴ دولت اداره می‌شد. کریمه در طول دوران خود در امپراتوری روسیه و اتحاد جماهیر شوروی دستخوش دگرگونی جمعیت شد. در طول جنگ کریمه و جنگ داخلی روسیه، بسیاری از جمعیت تاتارها فرار کردند و قلمروی سابقاً گوناگون را با جمعیت زیادی از روس‌ها و اوکراینی‌ها در مقایسه با تاتارهای ترک ترک کردند.
در سال ۱۹۴۴، لاورنتی بریا، رئیس امنیت ملی شوروی و پلیس مخفی، به نمایندگی از ژوزف استالین، دستور اخراج اجباری تاتارهای کریمه از شبه‌جزیره کریمه را صادر کرد که منجر به پاک‌سازی قومی منطقه شد. در نتیجه، این منطقه اکنون بیشتر از نظر قومی روسی شد.
پس از مرگ جوزف استالین در سال ۱۹۵۳، تغییر موضع نسبت به جمهوری‌های دیگر رخ داد. نیکیتا خروشچف در تلاش برای آشتی دادن روابط با اتحاد جماهیر شوروی اوکراین، به همراه دیگر رهبران اتحاد جماهیر شوروی، استان کریمه را از روسیه شوروی به اوکراین شوروی منقل کرد.

## فرمان
در ۱۹ فوریه ۱۹۵۴، هیئت رئیسه شورای عالی اتحاد جماهیر شوروی فرمانی مبنی بر ورابرد استان کریمه از روسیه شوروی به اوکراین شوروی صادر کرد. اسنادی که اکنون در آرشیو دولتی فدراسیون روسیه (GARF) نگهداری می‌شوند، تأیید می‌کنند که این فرمان در ابتدا توسط هیئت رئیسه (دفتر سیاسی) حزب کمونیست اتحاد جماهیر شوروی (CPSU) در ۲۵ ژانویه ۱۹۵۴ تأیید شد و راه را هموار کرد. بر اساس قانون اساسی اتحاد جماهیر شوروی (ماده ۱۸)، مرزهای یک جمهوری در داخل اتحاد جماهیر شوروی بدون موافقت جمهوری مورد نظر قابل ترسیم مجدد نیست. این انتقال به تصویب هیئت رئیسه شورای عالی اتحاد جماهیر شوروی رسید. تغییر قانون اساسی (مواد ۲۲ و ۲۳) برای تطبیق ورابرد چند روز پس از فرمان صادر شده توسط هیئت رئیسه شورای عالی انجام شد.
این فرمان نخستین بار در صفحه یکم پراودا در ۲۷ فوریه ۱۹۵۴ اعلام شد.

## مشروعیت فرمان
طبق مقاله‌ای در سال ۲۰۰۹ در تارنمای روسی Pravda.ru، هیئت رئیسه شورای عالی برای جلسه ای در ۱۹ فوریه ۱۹۵۴ گرد هم آمد که تنها ۱۳ نفر از ۲۷ عضو در آن حضور داشتند که با اینکه تعداد به حد نصاب نرسید اما تصمیم به اتفاق آرا اتخاذ شد.
اسناد و مواد منتشر شده پیشین که اخیراً منتشر شده است تأیید می‌کند که انتقال کریمه از روسیه شوروی به اوکراین شوروی مطابق با قانون اساسی شوروی ۱۹۳۶ انجام شده است که در ماده ۱۸ تصریح می‌کند که «سرزمین جمهوری اتحادیه بدون رضایت آن تغییر داده نمی‌شود.» نتایج نشست هیئت رئیسه شورای عالی اتحاد جماهیر شوروی نشان می‌دهد که هر دو اتحاد جماهیر شوروی روسیه و اتحاد جماهیر شوروی اوکراین از طریق پارلمان‌های جمهوری خود موافقت خود را اعلام کرده‌اند.
در ۲۷ ژوئن ۲۰۱۵، پس از الحاق کریمه به فدراسیون روسیه، دفتر دادستانی کل فدراسیون روسیه درخواست رهبر حزب روسیه عادلانه، سرگئی میرونوف، را برای ارزیابی راستش انتقال کریمه در سال ۱۹۵۴ پذیرفت. در متن سند امضا شده توسط معاون دادستان کل روسیه، صابر کخلروف آمده است: «نه قانون اساسی روسیه شوروی و نه قانون اساسی اتحاد جماهیر شوروی، اختیارات هیئت رئیسه شورای عالی اتحاد جماهیر شوروی را برای بررسی تغییرات در وضعیت حقوقی قانون اساسی خودمختار فراهم نمی‌کند. با توجه به موارد فوق، تصمیم اتخاذ شده در سال ۱۹۵۴ توسط هیئت رئیسه شوراهای عالی روسیه شوروی و اتحاد جماهیر شوروی مبنی بر انتقال منطقه کریمه روسیه شوروی به اتحاد جماهیر شوروی، با قانون اساسی روسیه شوروی و قانون اساسی اتحاد جماهیر شوروی مطابقت نداشت."

## عواقب
این ورابرد جمعیت روس‌های اوکراین را تقریباً یک میلیون نفر افزایش داد. سیاستمداران برجسته روسیه مانند الکساندر راسکوی این ورابرد را بحث‌برانگیز می‌دانستند. مناقشات پیرامون قانونی بودن این ورابرد در چند سال نخست پس از فروپاشی اتحاد جماهیر شوروی و به ویژه در سیاست داخلی کریمه، نقطه دردناکی در پیوند میان اوکراین و روسیه باقی ماند. با این حال، در معاهده ۱۹۹۷ بین فدراسیون روسیه و اوکراین، روسیه مرزهای اوکراین را به رسمیت شناخت و حاکمیت اوکراین بر کریمه را پذیرفت.
در ژانویه ۱۹۹۲، شورای عالی روسیه این ورابرد را زیر سؤال برد و نیکیتا خروشچف را به خیانت به مردم روسیه متهم کرد و گفت که این ورابرد غیرقانونی است.
پس از سرنگونی رئیس‌جمهور ویکتور یانوکویچ در جریان انقلاب ۲۰۱۴ اوکراین، سرزمین‌های سواستوپول و کریمه توسط فدراسیون روسیه تصرف شد. این الحاق پس از یک همه‌پرسی که در آن ۹۶ درصد از جمعیت کریمه رای «آری» داده‌اند، رسمیت یافت. این اقدام توسط دولت جدید اوکراین محکوم شد و و بیشتر کشورهای سازمان ملل که همچنان کریمه را به عنوان بخشی از اوکراین به رسمیت می‌شناسند، آن را نادیده گرفتند. کمیسیون ونیز (یک نهاد مشورتی شورای اروپا در زمینه قانون اساسی) در سال ۲۰۱۴ نظری را صادر کرد و به این نتیجه رسید که همه‌پرسی بر اساس قانون اساسی اوکراین غیرقانونی است و "شرایط کریمه اجازه برگزاری همه پرسی را مطابق با استانداردهای دموکراتیک اروپایی نمی‌دهد.."